# Flakaträsket (Nederkalix socken, Norrbotten)
Flakaträsket är en sjö i Kalix kommun i Norrbotten och ingår i Sangisälvens huvudavrinningsområde. Sjön har en area på 0,125 kvadratkilometer och ligger 121,9 meter över havet.

## Delavrinningsområde
Flakaträsket ingår i det delavrinningsområde (735414-182551) som SMHI kallar för Ovan Tomasmyrbäcken. Medelhöjden är 95 meter över havet och ytan är 28,27 kvadratkilometer. Det finns inga avrinningsområden uppströms utan avrinningsområdet är högsta punkten. Korpikån som avvattnar avrinningsområdet har biflödesordning 2, vilket innebär att vattnet flödar genom totalt 2 vattendrag innan det når havet efter 41 kilometer. Avrinningsområdet består mestadels av skog (72 procent) och sankmarker (13 procent). Avrinningsområdet har 0,17 kvadratkilometer vattenytor vilket ger det en sjöprocent på 0,6 procent.